# 阿比集團
阿比（英語：Arby's）是美國一家三明治連鎖快餐店，擁有3,300多家餐廳，業界收入排名第三。2017年10月，《Food & Wine》雜誌將阿比評為「美國第二大三明治連鎖店（僅次於Subway）」。
阿比由Inspire Brands持有，Inspire Brands已更名為Arby's Restaurant Group，Inc.（ARG）。隨著公司於2018年2月5日接管水牛城狂野雞翅的所有權，ARG被更名。
除了招牌的烤牛肉和切達干酪牛肉三明治之外，阿比的產品還包括熟食風格的Market Fresh三明治系列、希臘旋转烤肉、炸薯條和Jamocha奶昔。它的總部位於佐治亚州桑迪斯普林斯，是亞特蘭大的郊區，並使用亞特蘭大的通訊地址。截至2019年，阿比共有3,472間餐廳。在美國以外的六個國家及地區設有地點：加拿大、土耳其、卡達、科威特、埃及和韓國。
曾以「雅比」為名於1980年代中期引進台灣，不久後撤出。

## 外部連結
- 官方网站